# Saurer M6
De Saurer M6 (ook wel bekend als Saurer M6 M) is een 6x6 vrachtwagen, die vanaf 1940 werd gemaakt door de Zwitserse vrachtwagenfabrikant Adolph Saurer AG. De vrachtwagen had een laadvermogen van 2,5 ton.

## Beschrijving Saurer M6
De Saurer M6 had een traditionele opbouw. De bestuurderscabine was over de motor geplaatst en het laadgedeelte was achter de cabine geplaatst. Het vrachtgedeelte werd afgedekt met een canvas dak. De motor was een zescilinder viertakt dieselmotor met een cilinderinhoud van 6.750 cc. Het vermogen was 85 pk bij 1.900 toeren per minuut. De versnellingsbak telde vijf versnellingen voor- en een achteruit. Door toepassing van een extra reductiebak konden de versnellingen in zowel een hoge- als lage gearing gebruikt worden (5F1Rx2). Naast maximaal 2,5 ton last in het laadgedeelte kon een aanhangwagen met een totaal gewicht van 6.100 kilogram worden meegetrokken. Bij het vervoer van personen konden tot 20 militairen worden meegenomen. Het voertuig was verder voorzien van een lier, met een kabellengte van 55 meter en een treklast tot 5 ton. De tank had een inhoud van 90 liter brandstof.
De Saurer M6 was een variant van de Saurer M4, deze laatste vrachtwagen had aandrijving op alle vier de wielen. De Saurer M6 had zes wielen en kon daardoor ook meer lading meenemen. De Saurer M8 had acht aangedreven wielen welke vooral werd ingezet als artillerietrekker.

## Saurer M8
De Saurer M8 had een leeggewicht van 7.400 kilogram en een laadvermogen van 3,5 ton. Vanwege het grotere gewicht kreeg deze versie een zwaardere motor. De Saurer CT 1 DM zescilinder dieselmotor werd geïnstalleerd met een cilinderinhoud van 7.980 cc. Het vermogen was 100 pk. De buitenmaten waren gelijk aan die van de Saurer M6, al was het voertuig wel 44 centimeter langer. Het maximale aanhanggewicht was 7 ton. Net als de M6 had de M8 een lier met een vergelijkbare capaciteit. Twee brandstoftanks, elk met een inhoud van 75 liter, waren aan beide zijden van het voertuig geplaatst. De Saurer M8 kwam vanaf 1942 beschikbaar.

## Inzet
Het Zwitsers leger bestelde in 1940 338 exemplaren van de Saurer M6. Zestien voertuigen kregen een vaste opbouw voor het radioverkeer. Door de vaste opbouw en communicatiemiddelen had dit voertuig een hoger eigen gewicht van 8.300 kilogram. Een lier ontbrak en het maximale aanhanggewicht was beperkt tot 2,5 ton. Deze versie kwam vanaf 1943 in gebruik bij het leger. Van de 8x8 model werden in totaal 79 exemplaren gemaakt, waaronder een prototype. De voertuigen zijn tot in de jaren zeventig in gebruik gebleven.
Een Saurer M6 radiowagen staat in het luchtvaartmuseum van Dübendorf.

## Naslagwerk
- (de)  Saurer. Nutzfahrzeuge damals und heute., auteurs: Kurt Sahli en Jo Wiedmer, uitgever: Buri, Bern 1983, ISBN 3-7169-2101-7.